# Heinrich von Hess

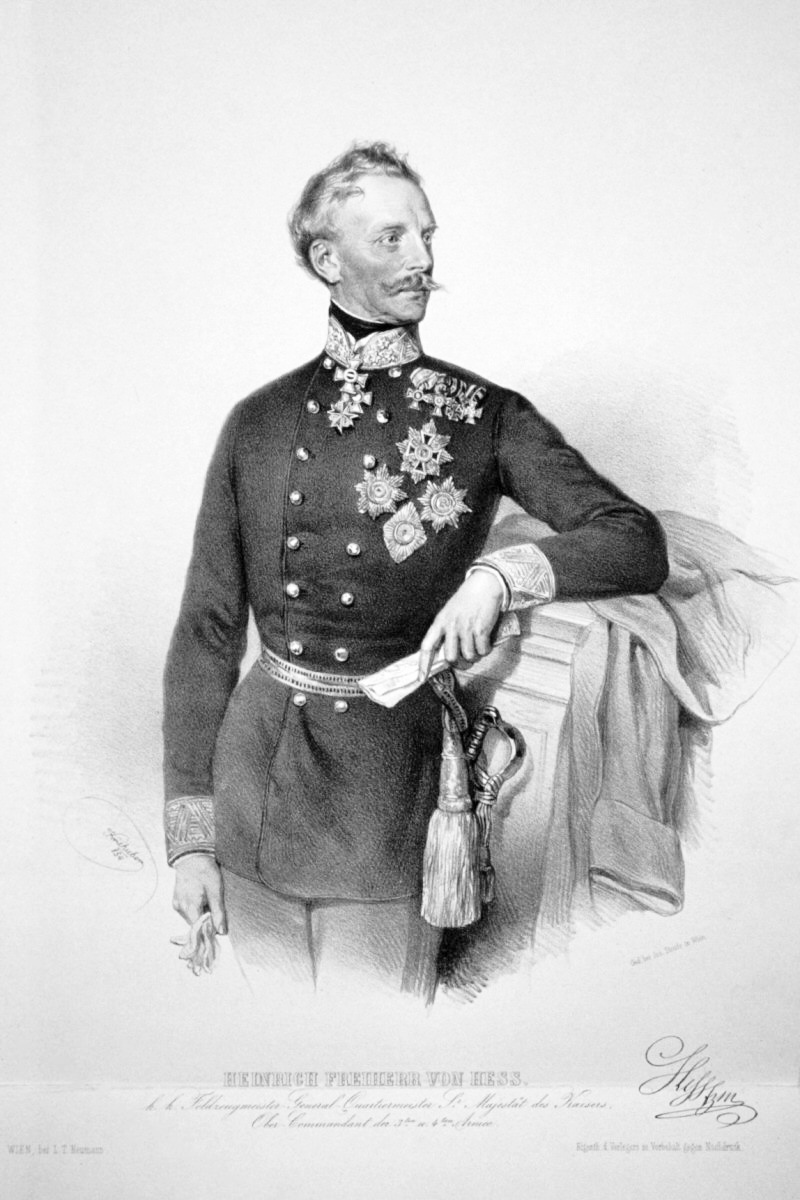
Heinrich von Hess, litografi av Joseph Kriehuber 1854.

Heinrich Hermann Joseph von Hess, född 17 mars 1788 i Wien, död där 13 april 1870, var en österrikisk friherre och fältmarskalk.
Hess blev 1805 fänrik vid ett österrikiskt infanteriregemente, sedan generalstabsofficer och deltog med heder i krigen 1809 och 1813–1815. Under Radetzky utmärkte han sig ytterligare i Italien 1831, blev 1834 generalmajor och brigadchef i Mähren, 1842 fältmarskalklöjtnant samt tjänstgjorde åter hos Radetzky som generalstabschef vid armén i Italien 1848–1849. Han uppgjorde planen till sommarfälttåget 1848 och till femdagarsfälttåget i mars 1849. Efter slaget vid Novara samma år utnämndes han till chef för österrikiska generalstaben och friherre. År 1854 hade han överbefälet i Galizien, Ungern och Siebenbürgen mot Ryssland och sändes 1859 efter slaget vid Magenta till Italien, där han slöt vapenstilleståndet i Villafranca. Efter freden 1859 blev han fältmarskalk samma år. Befälet över generalstaben nedlade han 1860.